# Pello Otxandiano
Pello Otxandiano Kanpo (Otxandio, 20 agosto 1983) è un politico e ingegnere spagnolo di origini basche.
È stato il candidato di Euskal Herria Bildu alla carica di Lehendakari dei Paesi Baschi alle elezioni autonomiche del 2024, nelle quali il partito ha registrato i migliori risultati della sua storia.

## Biografia
Pello Otxandiano nasce nel 1983 ad Otxandio, in Biscaglia. Si laurea in Ingegneria delle telecomunicazioni all'Università di Mondragón, per poi conseguire un dottorato presso l'Università di tecnologia Chalmers, in Svezia. Inizia la sua carriera politica come consigliere comunale di Otxandio nel 2011, fra le file del partito Sortu. Nel 2016 il partito si fonde in EH Bildu e Otxandiano ne assume il ruolo di responsabile del programma e Ideologo. Nel 2023 è selezionato dal comitato politico del partito per il ruolo di candidato a Lehendakari dei Paesi Baschi alle elezioni del 2024.
Ha due figlie.